# Bitva u Dary
Bitva u Dary, svedená roku 530 u pevnosti Dara na severu Mezopotámie (v dnešní provincii Mardin na jv. Turecka), byla součástí starých konfliktů mezi říší Byzantskou a tzv. Novoperskou říší perských Sasánovců. Byzantinci u Dary dosáhli vítězství, přičemž významnou roli hrál nejtalentovanější byzantský generál Belisar.
Po vypršení staré mírové smlouvy císaře Theodosia s šáhem Bahrámem, uzavřené v 5. století dávná rivalita obou říší opět propukla. Šlo zde jednak o sporná území na Kavkaze (v Kolchidě) a dále na východ u Kaspického moře, jednak o tzv. Perskou Ibérii (jižní Arménii) osídlenou křesťanskými Armény. V Ibérii nešlo vyloženě o náboženské spory, podle perského náboženství bylo však zejména křesťanské pohřbívání mrtvých do země (stejně jako spalování mrtvých jinými neperskými národy) tupením její posvátné podstaty a nekompromisně je potírali. Dávno již byla ztracena Perská Ibérie, Asýrie, Babylonie a vojenská převaha cílevědomých Peršanů pod silnými a odhodlanými panovníky stále silněji a přesvědčivěji tlačila ustupující byzantská vojska dále na sever a na západ.
Nedostatečná nebo vůbec žádná pomoc spojencům u Kaspického moře a vazalům v Kolchidě, chybná taktická rozhodnutí, stejně jako nevelké vojsko poslané na pomoc Arménům v Ibérii předchůdcem současného císaře, Anastasiem, umožnilo snadné vítězství Peršanů v perské Ibérii, obsazení strategických průsmyků do Kolchidy (Kolchiďané je nebyli schopni vlastními silami dále účinně bránit), i příklon Anastaziem odmítnutých vyslanců od Kaspického moře k Persii. Zklamal bohužel i pokus o nový základ mírových rozhovorů mezi Persií a Byzancí, kdy šáh Kavád nabízel císaři Justinovi formální adopci svého syna Husrava (podle jiného fonetického přepisu Hosrúa). Císařovi poradci v nabídce spatřovali perský úskok, podle kterého by si mohli později činit nároky na byzantský trůn a návrh Peršanů byl tedy odmítnut. Po nových perských útocích z Perské Ibérie byl Belisarius vyslán na perské pomezí na pomoc generálu Sittasovi, který neúspěšně, dílem kvůli nekvalitním námezdním vojenským oddílům, špatně vyzbrojeným, vycvičeným a ještě hůře motivovaným, dílem vinou vlastní nekompetence, zde nevalně čelil útočícím Peršanům. Po jmenováni vrchním velitelem se Belisarius ihned chopil iniciativy.
Žalostný stav většiny zdejších byzantských pluků byl nově jmenovanému vrchnímu veliteli dobře znám a správně usoudil, že nelze rychle jejich bojeschopnost dostat na požadovanou úroveň. Za velitelské stanoviště zvolil pomezní pevnost Darras (Daru) namísto nedávno ztracené Nisibis, která teď tvořila opěrný bod perských útoků a většinu demoralizovaných zdejších pohraničních oddílů začal usilovně cvičit na lukostřelce. Jeho hlavní, a jedinou údernou silou zůstávalo mužstvo elitního Dvorského pluku, a několik stovek spojeneckých středoasijských Hunů. Když perské vojsko v téměř dvojnásobné přesile, plné sebevědomí, dorazilo před Darras, čekala je zdánlivě nepřekročitelná hradba Belisariovy jízdy a pěchoty opírající se o strategické přístupy k hradbám. Její skutečnou bojeschopnost znal jen Belisarius, ale hodlal využít právě perské sebedůvěry, nabyté v předchozích snadných vítězstvích díky defétizmu a neschopnosti dosavadních byzantských velitelů.
Svojí velkou přesilu perský vojevůdce Firůz nedokázal využít, nezabýval se žádným složitým taktickým plánem a nevyužil žádné ze svých předností či naopak slabin protivníka. Chtěl Byzantince na hlavu porazit čelním útokem právě zde, na hlavní silnici do Darrasu, kde ale členitý terén na stísněném prostoru jeho postup znesnadňoval a dával naopak velkou výhodu obráncům. Spoléhaje se na svou početní převahu Peršané zatroubili do útoku, dali se do pohybu na obou křídlech a jejich jízda i pěchota pálila velké množství šípů. Jejich lehké luky však neměly takový dostřel a navíc vál protivítr. Perský postup tak v první fázi bitvy způsoboval spíše tlak zadních řad než úspěšný postup řad čelních. Palba Belisariových lučištníků do hustých řad nepřátel měla zato drtivý účinek. Peršané se valili přes hájené příkopy a průrvy hlava nehlava a zdolávání těchto přirozených i na Belisariuv rozkaz prohloubených či opevněných terénních překážek a nerovností je rychle vyčerpávalo. Jízda zde vůbec ztratila svůj smysl. Pouze na levém křídle se Peršané usilovným tlakem zmocnili některých hájených průrev a příkopů a počali postupovat k hradbám tlačíce Byzantince před sebou. Do boku jim vpadli dosud čekající Massagetští Hunové, a když perský postup ztroskotával a změnil se v chaotický boj muže proti muži, udeřil na ně zezadu také oddíl Herulských Hunů. Jen trosky perského levého křídla prchly zpět, nepronásledovány na Belisariův rozkaz v tento přelomový moment bitvy.
Firůz rozběsněný těmito neúspěchy se vskutku nechal vyprovokovat a povolal do boje elitní oddíly své perské těžké jízdy, tzv. Nesmrtelné a přikázal jim stůj co stůj prorazit na křídle pravém. Podle Belisariových instrukcí obránci před útokem „Nesmrtelných“ naoko ustoupili a perští jezdci se rozjeli zlikvidovat zdánlivě prchající Byzantince dříve než se skryjí do bezpečí hradeb. V ten moment udeřila Belisariova těžká jízda Dvorského pluku a opět spojenečtí Hunové. Právě ti se vůbec nezaplétali do osobních soubojů a projeli formací „Nesmrtelných“ tak rychle a důrazně, že šik roztrhli vedví. Ihned poté v rozbité formaci nepřátel napadli generála „Nesmrtelných“ Baresmanase a jeho korouhevníka a oba rychle zabili. Takovýto počátek boje svých nejlepších oddílů Peršany pochopitelně neočekávali. Zoufalý odpor jednotlivě bojujících skupin perské elitní jízdy se poté rychle změnil na boj o cestu k úprku. K jejich cti patří dodat, že většina jich na bojišti v beznadějném postavení padla. Dojem z roztržení a rozbití formace „Nesmrtelných“, ze smrti Baresmase a pádu jeho korouhve na zbytek perské armády byl pochopitelně drtivý. Ta, byť stále početně velice silná, začala celá nezadržitelně prchat na jihovýchod k Nisibis, odkud původně přitáhli. Firůz mohl být rád, že byl šáhem pouze zbaven zlaté síťky do vlasů, čímž v perském pojetí cti upadl v doživotní nemilost. Byzantská vojska po dlouhé době defenzivy, ústupů a potupných vyplácení výpalného Peršanům, jim u Dary uštědřila drtivou porážku.